# Westlicher Torturm (Merenberg)

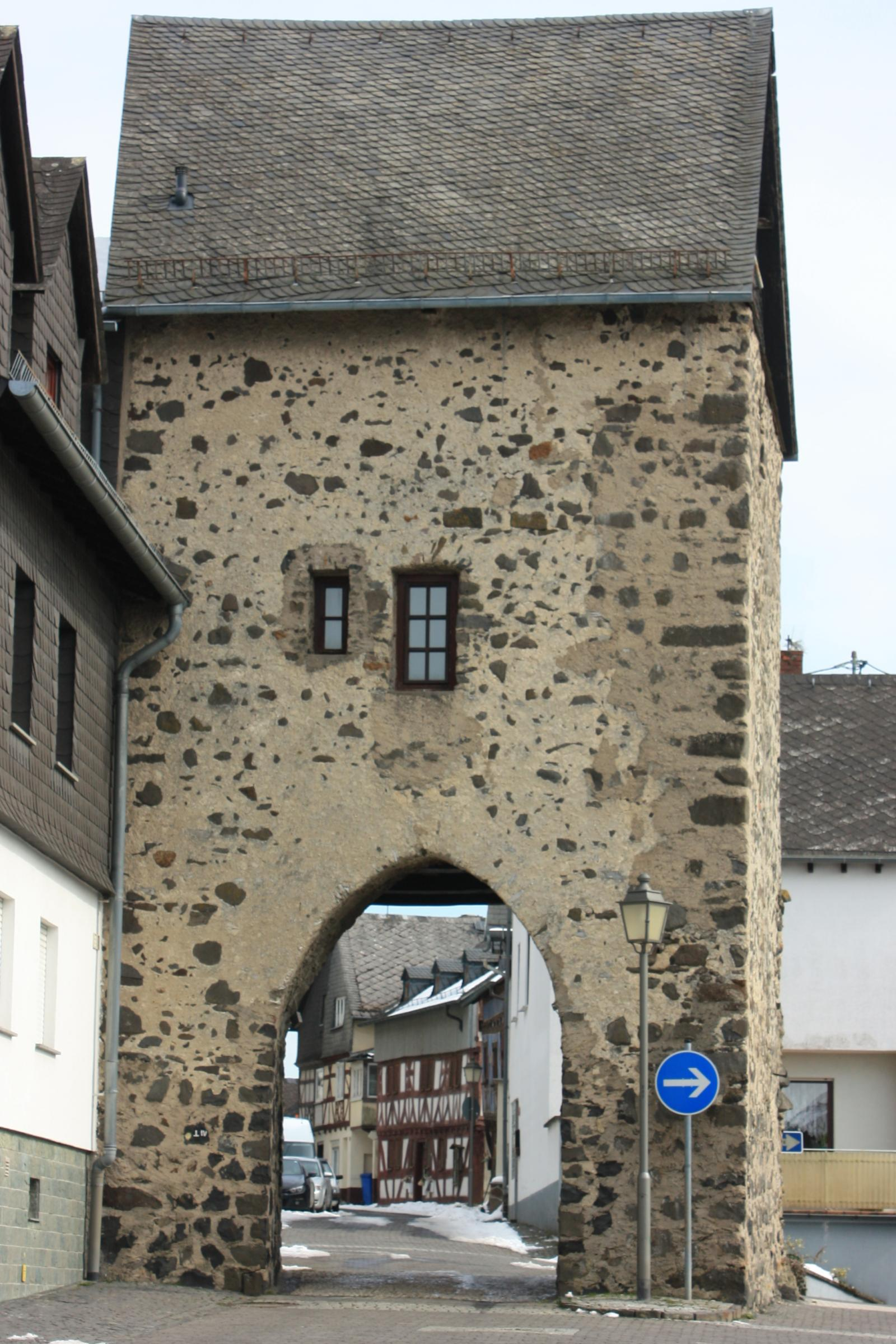
Westlicher Torturm in Merenberg (Feldseite)

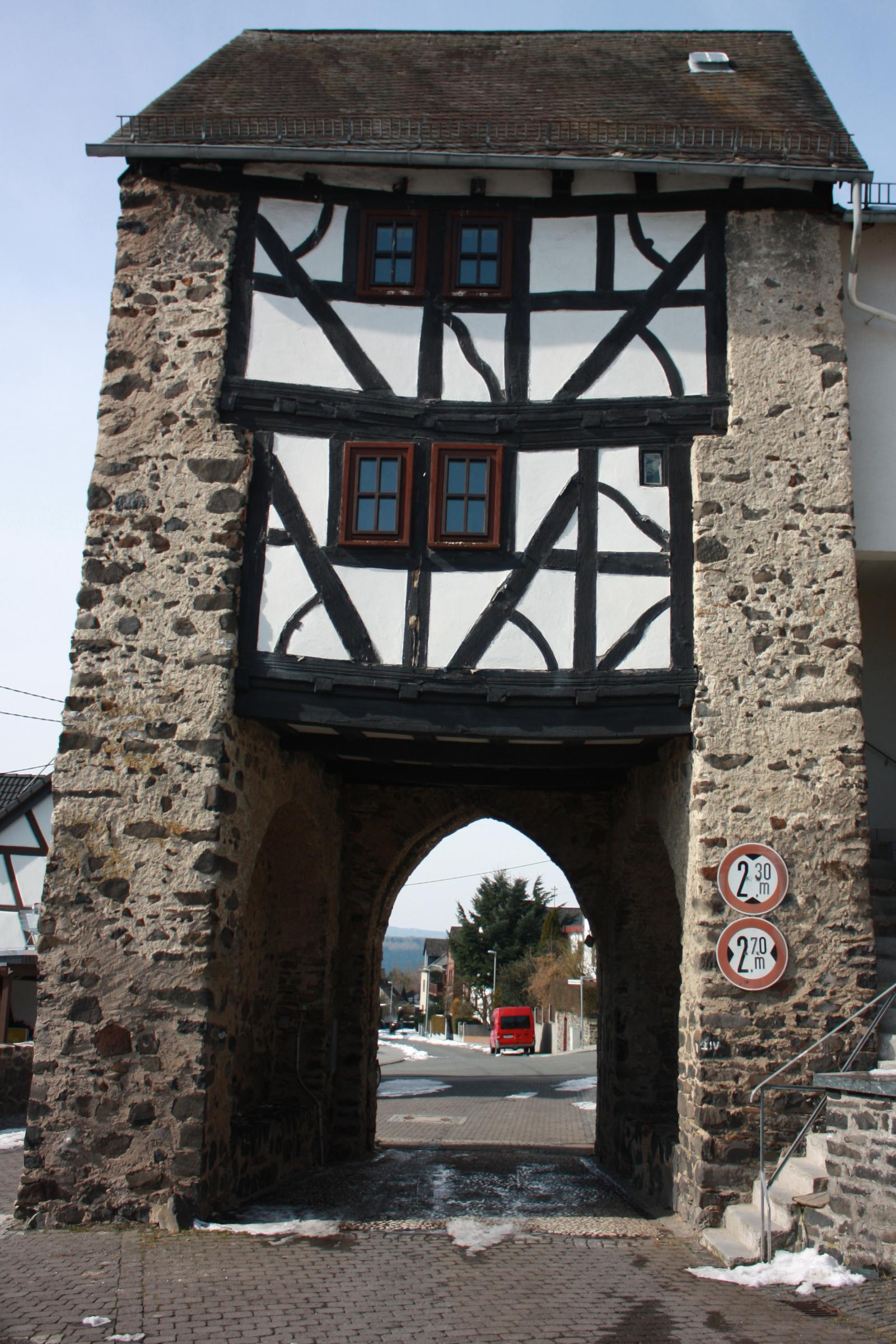
Stadtseite

Der Westliche Torturm in Merenberg, einer Gemeinde im mittelhessischen Landkreis Limburg-Weilburg, wurde um 1300 als Teil der Stadtbefestigung errichtet. Der Torturm aus Bruchsteinmauerwerk an der Kirchstraße 38 ist ein geschütztes Kulturdenkmal. 
Die ursprünglich offene Innenseite des Schalenturmes wurde im Jahr 1664 beim Einbau der Türmerstuben in Fachwerkbauweise geschlossen. Der Durchgang hat ein spitzbogiges Außentor und Blendbögen. 